# Kleine Spree
Die Kleine Spree, obersorbisch Mała Sprjewja, seltener Sprjewica, ist ein etwa 40 km langer linker Nebenarm der Spree in Sachsen. Ihr Einzugsgebiet hat eine Fläche von 273 km².

## Flusslauf

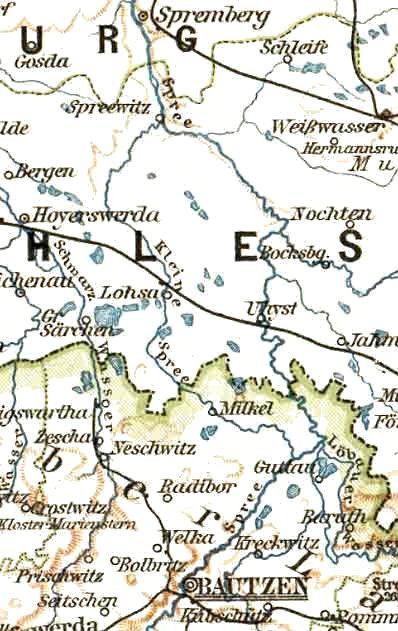
Verlauf der Spree zwischen Bautzen und Spremberg auf einer Karte von 1895;
Verlauf der Kleinen Spree wie vor Beginn des Braunkohlebergbaus

Die Kleine Spree liegt vollständig im östlichen Teil des Landkreises Bautzen. Sie zweigt am Verteilerwehr zwischen Klix und Spreewiese (Gemeinde Großdubrau) vom Hauptlauf der Spree nach links ab, durchquert dann in nordwestlicher Richtung die Oberlausitzer Heide- und Teichlandschaft und das im Entstehen begriffene Lausitzer Seenland und mündet schließlich wenige Kilometer südlich von Spremberg in Spreewitz wieder in die Spree, die im Verlauf des Binnendeltas auch Große Spree genannt wird.
Der im Bereich des Lausitzer Seenlands liegende Unterlauf der Kleinen Spree wurde – wie auch die Große Spree – mehrfach verlegt und zur Entwässerung der Braunkohle-Tagebaue sowie zur Flutungsunterstützung der entstehenden Restseen genutzt. Dies betrifft unter anderem die Tagebaue Dreiweibern, Scheibe und Burghammer sowie die daraus entstandenen und über die Kleine Spree miteinander verbundenen Speicher Dreiweibern, Scheibe und Burghammer. In diesem Abschnitt ist das Gewässer infolge des Braunkohleabbaus und des Grundwasserwiederanstiegs in den ehemaligen Tagebauen von Verockerung durch Eisenhydroxid betroffen. Zudem liegt die Sulfatbelastung deutlich über dem Trinkwassergrenzwert.
Vermutlich nutzt die heutige Kleine Spree den ursprünglichen Flusslauf der Spree, während die heutige Große Spree lediglich den historischen Unterlauf des Löbauer Wassers darstellt. Das würde die deutliche und vielfältige Ausprägung der Flussaue der Kleinen Spree erklären. In alten Karten sind die Bezeichnungen der beiden Arme häufig auch vertauscht.
Die Kleine Spree wurde in den Jahren von 1966 bis 1973 zwischen Spreewiese und Lohsa in großen Teilen begradigt. Teile des Altlaufes sind jedoch noch erhalten, u. a. bei Kauppa und Milkel.

## Trivia
Als Malschwitzer Kleine Spree (obersorbisch Malešanska Sprjewica) wird ein rechter Nebenarm der Spree bezeichnet, der unmittelbar nördlich der Talsperre Bautzen von der Hauptspree „abzweigt“ und in Klix dieser wieder zufließt. 